# Anatolij Bogdanow (piłkarz)
Anatolij Bogdanow (ur. 7 sierpnia 1981 w Leningradzie) – kazachski piłkarz rosyjskiego pochodzenia, od 2011 roku zawodnik Tobyłu Kostanaj. Występuje na pozycji pomocnika. W reprezentacji Kazachstanu zadebiutował w 2012 roku. Do 9 listopada 2013 roku rozegrał w niej 8 meczów.